# Сбогом, приятелю
„Сбогом, приятелю“ (на френски: Adieu l'ami) е френско-италиански филм от 1968 г. на френския кинорежисьор Жан Ерман. Главната роля на Дино Баран се изпълнява от френския киноартист Ален Делон. В ролята на Франц Проп участва американския киноартист Чарлс Бронсън. В ролята на Доминик участва френската киноактриса Брижит Фосе. В ролята на Изабел участва френската киноактриса Олга-Жорж Пико.

## Сюжет
Внимание:  Текстът по-долу разкрива сюжета на произведението (или части от него)!
Лекарят-лейтенант от медицинската служба Дино Баран и наемникът Франц Проп са служили заедно във Френския чуждестранен легион. След като се разделят всеки поема по своя път. Дино среща на пристанището непозната красива млада жена. По-късно Дино и Франц отново се срещат случайно след като всеки от тях трябва да изпълни една и съща задача. По молба на красавицата Дино трябва да изнесе тайно от сградата на голяма корпорация документи, които се намират в един сейф. Франц е нает да открадне съдържанието на същия сейф...

## В ролите
| Изпълнител      | Роля                        |
| --------------- | --------------------------- |
| Ален Делон      | Дино Баран                  |
| Чарлс Бронсън   | Франц Проп                  |
| Брижит Фосе     | Доминик Аустерлиц (Ватерло) |
| Олга-Жорж Пико  | Изабел Моро                 |
| Бернар Фресон   | инспектор Антоан Мелутис    |
| Мариана Фалк    | Катрин                      |
| Елен Бал        | Марта                       |
| Жан-Клод Балард | полицейски инспектор        |